# جانلوکا ویالی
جانلوکا ویالی (به ایتالیایی: Gianluca Vialli؛ ۹ ژوئیهٔ ۱۹۶۴ – ۶ ژانویهٔ ۲۰۲۳) بازیکن فوتبال اهل ایتالیا بود که در پست مهاجم بازی می‌کرد. او در سمپدوریا و یوونتوس و همچنین چلسی به عنوان بازیکن حضور داشت. او همچنین در تیم‌های فوتبال چلسی و واتفورد مربیگری کرده بود. ویالی در ۶ ژانویهٔ ۲۰۲۳ بر اثر سرطان پانکراس در بیمارستان رویال مارزدن لندن درگذشت.
دینو باجو، هافبک سابق ایتالیا، معتقد است که ممکن است موادی که قبلا در تیم‌های فوتبال استفاده می‌شد دلیل مرگ جانلوکا ویالی باشد.

## دوستی با روبرتو مانچینی

شادی پس ازگل مانچینی و ویالی در سمپدوریا

او طلایی‌ترین دوران سمپدوریا را در کنار مربی بزرگی به نام وویادین بوشکوف و دیگر ستاره این تیم روبرتو مانچینی رقم زد. سپس این دوستی سال‌ها ادامه پیدا کرد و او به عنوان مدیرفنی همراه تیم ملی ایتالیا قهرمان جام ملت‌های اروپا ۲۰۲۰ شددر گذشت ویالی به فاصله سه هفته از سینیشا میهایلوویچ اتفاق افتاد و درگذشت این دو دوست صمیمی غم سنگینی برای مانچینی بود.